# 7. etape af Tour de France 2008
Syvende etape af Tour de France 2008 blev kørt fredag d. 11. juli og gik fra Brioude til Aurillac.
Ruten var 159 km. lang.
- Etape: 7
- Dato: 11. juli
- Længde: 159 km
- Danske resultater:

98. Nicki Sørensen + 10.57
- Gennemsnitshastighed: 40,9 km/t

## Sprint og bjergpasseringer

### 1. sprint (Saint-Flour)
Efter 46,5 km
| Vinder | Robert Hunter | 6p |
| 2.     | Robbie McEwen | 4p |
| 3.     | Thor Hushovd  | 2p |

### 2. sprint (Paulhac)
Efter 74 km
| Vinder | Óscar Freire     | 6p |
| 2.     | Kim Kirchen      | 4p |
| 3.     | Volodymir Gustov | 2p |

### 3. sprint (Saint-Simon)
Efter 148 km
| Vinder | Josep Jufré        | 6p |
| 2.     | Vincenzo Nibali    | 4p |
| 3.     | David De la Fuente | 2p |

### 1. bjerg (Côte de Fraisse)
3. kategori stigning efter 11 km
| Plads | Navn            | Point |
| ----- | --------------- | ----- |
| 1.    | David Millar    | 4     |
| 2.    | Sandy Casar     | 3     |
| 3.    | David Moncoutié | 2     |
| 4.    | Bram Tankink    | 1     |

### 2. bjerg (Côte de Villedieu)
4. kategori stigning efter 52 km
| Plads | Navn         | Point |
| ----- | ------------ | ----- |
| 1.    | Jens Voigt   | 3     |
| 2.    | Ronny Scholz | 2     |
| 3.    | David Millar | 1     |

### 3. bjerg (Col d'Entremont)
2. kategori stigning efter 101,5 km
| Plads | Navn                | Point |
| ----- | ------------------- | ----- |
| 1.    | David De la Fuente  | 10    |
| 2.    | Josep Jufré         | 9     |
| 3.    | Luis León Sánchez   | 8     |
| 4.    | Vincenzo Nibali     | 7     |
| 5.    | Christophe Le Mevel | 6     |
| 6.    | Kanstantsin Siutsou | 5     |

### 4. bjerg (Pas de Peyrol)
2. kategori stigning efter 117 km.
| Plads | Navn                | Point |
| ----- | ------------------- | ----- |
| 1.    | David De la Fuente  | 10    |
| 2.    | Josep Jufré         | 9     |
| 3.    | Luis León Sánchez   | 8     |
| 4.    | Vincenzo Nibali     | 7     |
| 5.    | Mikel Astarloza     | 6     |
| 6.    | Kanstantsin Siutsou | 5     |

### 5. bjerg (Côte de Saint-Jean-de-Donne)
3. kategori stigning efter 150 km.
| Plads | Navn               | Point |
| ----- | ------------------ | ----- |
| 1.    | David De la Fuente | 4     |
| 2.    | Luis León Sánchez  | 3     |
| 3.    | Óscar Pereiro      | 2     |
| 4.    | Leonardo Piepoli   | 1     |

## Udgåede ryttere
- 095 Mauro Facci fra Quick Step.
- 106 John Gadret fra Ag2r-La Mondiale.
- 121 Christophe Moreau fra Agritubel.
- 166 Lilian Jégou fra Française des Jeux.
- 192 Magnus Bäckstedt fra Team Garmin kom ikke i mål indenfor tidsgrænsen.

## Resultatliste
|    | Navn                  | Land       | Hold                | Tid     |
| -- | --------------------- | ---------- | ------------------- | ------- |
| 1  | Luis León Sánchez     | Spanien    | Caisse d'Epargne    | 3:52.53 |
| 2  | Stefan Schumacher     | Tyskland   | Team Gerolsteiner   | + 0.06  |
| 3  | Filippo Pozzato       | Italien    | Liquigas            | + 0.06  |
| 4  | Kim Kirchen           | Luxembourg | Team Columbia       | + 0.06  |
| 5  | Alejandro Valverde    | Spanien    | Caisse d'Epargne    | + 0.06  |
| 6  | Óscar Pereiro         | Spanien    | Caisse d'Epargne    | + 0.06  |
| 7  | Samuel Sánchez        | Spanien    | Euskaltel-Euskadi   | + 0.06  |
| 8  | Josep Jufré           | Spanien    | Saunier Duval-Scott | + 0.06  |
| 9  | Christian Vande Velde | USA        | Team Garmin         | + 0.06  |
| 10 | Andy Schleck          | Luxembourg | Team CSC-Saxo Bank  | + 0.06  |

## Eksternt link
- Etapeside Arkiveret 15. juni 2008 hos  Wayback Machine på Letour.fr Arkiveret 28. februar 2011 hos  Wayback Machine (fransk) (engelsk) (tysk) (spansk)